# 預金通貨
預金通貨（よきんつうか）とは、要求払預金（ようきゅうばらいよきん、英語: demand deposits, bank money, scriptural money）の通称である。要求払預金があたかも通貨のように流通することから、このような通称が生まれたが、それは法定通貨ではない。
要求払預金とは、銀行が信用供与すなわち貸出あるいは証券投資をする際に、借り手あるいは証券の売り手の銀行口座にその金額を記入することにより創造する（信用創造）、銀行の負債である信用貨幣のことである。信用回収すなわち返済により預金通貨は消滅する。すべての預金通貨は最初に信用創造によって創造され、振替（引落しと入金）によって決済手段として使用される。このような預金から必要に応じて引き出された現金通貨が市中（銀行業システムの外部）で流通する。また、政府支出によって預金通貨が創造され、納税によって消滅する。
銀行から「いつでも払戻すことのできる預金（当座預金・普通預金など）」の事である。現金のやり取りではなく、銀行への出金要求（小切手、手形、クレジットカード、デビットカードなど）によって決済が行われることから、経済学上「通貨」として扱われている。
金融政策の見地から、預金通貨の動向の調査は非常に大きな意味を持つ。それは現金での決済よりも多く利用されている量的な理由にとどまらず、経済の主体である多くの企業で大規模に利用されていることから、経済の流動を端的に表す指標となる。

## マネーサプライ
手形などを使用し商品・サービスなどを決済する預金通貨は、通常マネーサプライの一部とみなされる。国のマネーサプライは、通常、現金と預金通貨からなっている。ほとんどの国で、預金通貨はマネーサプライの大部分を占めている。
金融危機の際には、顧客が現金を引き出すため、要求払預金もマネーサプライも縮小する。経済学者は、この効果で恐慌が深刻化すると予想していた。
しかし、実際に起きた2008年の大恐慌では、アメリカにおける預金通貨は2008年8月の3100億ドルから、12月には4600億ドルに増加した。

## 参考資料
1. ↑  信用理論研究学会　編『現代金融と信用理論』大月書店2006年、pp.58-71
2. ↑  藤井聡『ＭＭＴによる令和新経済論』晶文社2019年、pp.151-180
3. ↑  “Bank Money: Merriam-Webster Dictionary”.   www.merriam-webster.com. 2009年8月19日閲覧。
4. ↑  金融用語辞典＞預金通貨（金融大学）
5. ↑  金融用語辞典 ＞ 要求払預金（金融大学）
6. ↑  コトバンク預金通貨
7. 1 2  ポール・クルーグマン, and Robin Wells. Economics. New York: Worth, 2006. Print.
8. ↑  預金通貨の動向について（日本銀行）
9. ↑  Friedman, Milton (1 November 1971). Monetary History of the United States, 1867-1960. Princeton University Press. ISBN 0-691-00354-8
10. ↑  “Federal Reserve Bank statistics”.   www.federalreserve.gov. 2010年3月18日閲覧。